# Liste von Persönlichkeiten der Stadt Künzelsau
Diese Liste von Persönlichkeiten der Stadt Künzelsau zeigt die Bürgermeister, Ehrenbürger, Söhne und Töchter der Stadt Künzelsau und deren Stadtteile (Amrichshausen, Belsenberg, Gaisbach, Garnberg, Kocherstetten, Laßbach, Morsbach, Nagelsberg, Nitzenhausen und Steinbach), sowie weitere Persönlichkeiten, die mit Künzelsau verbunden sind. Die Liste erhebt keinen Anspruch auf Vollständigkeit.

## Bürgermeister
Folgende Personen waren Schultheißen bzw. Bürgermeister von Künzelsau:
- 1782–1812: Georg Friedrich Fischer
- 1812–1848: Johann Heinrich Glock
- 1849–1880: Wilhelm Neunhöffer
- 1880–1881: Gustav Marquardt
- 1881–1884: Wilhelm Kohler
- 1885–1919: Karl Roeder
- 1919–1926: Johannes Broß
- 1926–1945: Georg Pflüger
- 1945–1946: Lorenz Burkert
- 1947–1954: Richard Dilger
- 1954–1986: Herbert Frenz
- 1986–2010: Volker Lenz
- Seit 2010: Stefan Neumann

## Ehrenbürger
Folgenden Personen, die sich in besonderer Weise um das Wohl oder das Ansehen der Kommune verdient gemacht haben, verlieh die Stadt Künzelsau das Ehrenbürgerrecht:
- Ferdinand Beck (1842–1912), Dreher, Buchhändler
- Albert Berner (* 1935), Großhandelskaufmann, ehem. Leiter der Berner-Gruppe
- Ursula Berner (* 1943)
- Herbert Frenz (1922–2000), Bürgermeister
- Alexander Gerst (* 1976), Geophysiker und ESA-Astronaut
- Friedrich Haag (1878–1976), Sattler, Bürgermeister
- Karl Roeder (1852–1932), Schultheiß, Landtagsabgeordneter
- Ernst Schmid (1858–1949), Begründer der Maggi-Werke
- Otto Uebele (1876–1956), Kaufmann, Größter Kaffee-Exporteur der Welt zwischen beiden Weltkriegen
- Bernhard Vesenmayer (1910–1995), Landrat des Kreises Künzelsau
- Georg Wagner (1885–1972), Geologe, Professor
- Carmen Würth (* 1937), Geschäftsfrau
- Reinhold Würth (* 1935), Großhandelskaufmann, ehem. Leiter der Würth-Gruppe
- Heinz Ziehl (1917–2002), Fabrikant (Ziehl-Abegg)

## Söhne und Töchter der Stadt
Folgende Personen wurden in Künzelsau (bzw. in einem Stadtteil des heutigen Stadtgebiets von Künzelsau) geboren:

### 16.–18. Jahrhundert
- Hiob Gast (* 1500 oder 1502; † 1544), Kleriker, „amoenissimi ingenis homo, literis et pietate clarus“[3]
- Augustin Faust (* 13. Oktober 1659; † 1742), Walker, Verfasser der „Chronik aus Künzelsau“ (1678–1741)[4][5]
- Johann Heinrich Schüle (1720–1811), Kattunfabrikant, Erfinder
- Gebhard von Mehring (1798–1890), geboren in Belsenberg, württembergischer evangelischer Theologe

### 19. Jahrhundert
- Karl Hirzel (1808–1874), klassischer Philologe
- Adolf Hirzel (1809–1898), Politiker, Landtagsabgeordneter
- Karl von Fischer (1811–1868), württembergischer Generalleutnant
- Friedrich Weber (1819–1909), Organist und Komponist
- Carl zu Hohenlohe-Ingelfingen (1820–1890), geboren in Garnberg, Standesherr, Reichstagsabgeordneter
- Ludwig Scheu (1830–1880), Baumeister am Ulmer Münster
- August Beyer (1834–1899), Baumeister am Ulmer Münster
- Karoline Breitinger (1851–1932), erste Ärztin Württembergs, Vorkämpferin der Frauenemanzipation
- Wilhelm Schmid (1859–1951), klassischer Philologe
- Friedrich Schlör (1872–1934), württembergischer Oberamtmann
- Rudolf Klaiber (1873–1957), Polizeipräsident in Stuttgart
- Otto Uebele (1876–1956), Kaffeeexporteur
- Georg Kraut (1877–1955), Bürgermeister von Böblingen
- Georg Albrecht (1881–1964), Lehrer, Historiker, von 1929 bis 1934 Leiter des Heilbronner Stadtarchivs
- Wilhelm Lochstampfer (1881–1970), Architekt und Hochschullehrer
- Rudolf Widmann (1883–1968), Verwaltungsjurist und Ministerialbeamter
- Wilhelm Mattes (1884–1960), Heimatforscher
- Georg Wagner (1885–1972), Geologe
- Hans Emil Braun, genannt Braun-Kirchberg (1887–1971), Maler und Radierer
- Friedrich Zeller (1890–1965), Maler
- Ludwig Merker (1894–1964), Militär
- Ludwig Löhlein (1898–1967), Ziegelfabrikant, trug dazu bei Künzelsau kurz vor dem Ende des Zweiten Weltkrieges vor Angriffen zu bewahren

### 20. Jahrhundert
- Clara Rupp (1901–1961), Lehrerin, Freiheitskämpferin, Überlebende des KZ Ravensbrück
- Leo Wissmann (1905–1989), Fabrikant, Ehrenbürger von Jerusalem
- Edo Leitner (1907–1991), Grafiker, Verfolgter des Naziregimes
- Karl Wagner (1909–1983), geboren in Morsbach am Kocher, kommunistischer Widerstandskämpfer
- Albrecht Mayer (1912–1995), Richter am Bundesgerichtshof
- Walter Häussermann (1914–2010), Elektroingenieur, Weltraumforscher im Team Wernher von Brauns
- Hans Roos (1919–1984), Historiker und Hochschullehrer
- Hans Klenk (1919–2009), Rallye- und Automobilrennfahrer
- Heinrich Abendschein (1920–1999), Agrarwissenschaftler, Landtagsabgeordneter (FDP/DVP)
- Ernst Träger (1926–2015), Richter des Bundesverfassungsgerichts
- Gerhard Hofmann (1927–1987), Rechtsanwalt
- Albert Berner (* 1935), Großhandelskaufmann, Gründer der Berner SE
- Hans Wall (1942–2019), Unternehmer, Gründer der Wall AG
- Herbert Weiß (1948–2007), Segelflieger
- Reinhold Carle (* 1950), Lebensmittelwissenschaftler und Hochschullehrer
- Reinhard Wolf (* 1950), Geograph, Natur- und Denkmalschützer, Sachbuchautor
- Eberhard Gienger (* 1951), Turner und Politiker (CDU)
- Eva-Maria Hofmann (* 1951), Schauspielerin
- Thilo Bräuninger (* 1964), Unternehmer
- Bernd Stingl (* 1968), Brigadegeneral
- Alexander Spreng (* 1972), Sänger und Comicszenarist
- Alexander Gerst (* 1976), Geophysiker und ESA-Astronaut
- Nadine Kammerlander (* 1983), Wirtschaftswissenschaftlerin
- Tobias Nitschmann (* 1987), Tennisspieler
- Kevin Conrad (* 1990), Fußballspieler
- Alexander Heide (* 1991), Basketballspieler
- Pascal Sohm (* 1991), Fußballspieler
- Valentin Abel (* 1991), Politiker (FDP), Mitglied des Bundestages

## Weitere mit Künzelsau in Verbindung stehende Personen

### 17.–19. Jahrhundert
- Künstlerfamilie Sommer, 17.–19. Jh.
- Glockengießerfamilie Lösch, 18.–19. Jh.
- Georg Ferdinand Forstner von Dambenoy (Dambenois), (1764–1837), Herr auf Garnberg, Landwirtschaftspionier

### 20. Jahrhundert
- Während der NS-Zeit ermordete Einwohner (1933–1945): Die 22 während der Zeit des Nationalsozialismus von 1933 bis 1945 ermordeten Einwohner der jüdischen Gemeinde Künzelsau
- Hermann Lenz (1913–1998), Schriftsteller, wuchs bis zu seinem elften Lebensjahr in Künzelsau auf